# Federación Canaria de Fútbol
La Federación Canaria de Fútbol (FCF) es la federación territorial de la Real Federación Española de Fútbol en Canarias. Su actual presidente es Juan Padrón Morales. Tiene su sede en la ciudad de Santa Cruz de Tenerife.

## Organización
La Federación Canaria de Fútbol se articula en la Federación Interinsular de Fútbol de Tenerife y la Federación Interinsular de Fútbol de Las Palmas.

## Historia
La llegada del fútbol a las Islas Canarias se produce a finales del siglo XIX, fundándose los primeros clubes entre 1890 y 1910. No sería hasta noviembre de 1925 se funda la Federación Canaria de Fútbol, primera federación futbolística de Canarias, embrión de lo que es actualmente. Eran miembros los clubes deportivos de Gran Canaria y el Club Deportivo Tenerife.

## Selección Canaria de Fútbol
La Selección de fútbol de Canarias, es el equipo formado por jugadores canarios, organizado por la Federación Canaria de Fútbol (FCF), entidad que gestiona el fútbol, el fútbol sala y el fútbol playa en el ámbito del Archipiélago Canario.
Aunque ya se habían disputado encuentros contra otros equipos, no es hasta 1996 que la Federación Canaria de Fútbol formaliza la creación de una selección autonómica, que reúne a los mejores jugadores canarios y disputa partidos oficiales contra otras selecciones autonómicas.

## Sistema de ligas
| Nivel | Liga                                                                                                   | Liga                                                                                                   | Liga | Liga | |
| ----- | --- | --- | --- | --- | --- |
| 1º    | Primera División de España                                                                             | Primera División de España                                                                             | Primera División de España                                                                                               | Primera División de España                                                                                               | |
| 2º    | Segunda División de España                                                                             | Segunda División de España                                                                             | Segunda División de España                                                                                               | Segunda División de España                                                                                               | |
| 3º    | Primera Federación de España                                                                           | Primera Federación de España                                                                           | Primera Federación de España                                                                                             | Primera Federación de España                                                                                             | |
| 4º    | Segunda Federación de España                                                                           | Segunda Federación de España                                                                           | Segunda Federación de España                                                                                             | Segunda Federación de España                                                                                             | |
| 5º    | Tercera Federación de España                                                                           | Tercera Federación de España                                                                           | Tercera Federación de España                                                                                             | Tercera Federación de España                                                                                             | |
| 6º    | Interinsular Preferente de Tenerife 1 Grupo de Tenerife, La Gomera y El Hierro 1 Grupo de La Palma     | Interinsular Preferente de Tenerife 1 Grupo de Tenerife, La Gomera y El Hierro 1 Grupo de La Palma     | Interinsular Preferente de Las Palmas 1 Grupo de Gran Canaria, Lanzarote y Fuerteventura                                 | Interinsular Preferente de Las Palmas 1 Grupo de Gran Canaria, Lanzarote y Fuerteventura                                 | Interinsular Preferente de Las Palmas 1 Grupo de Gran Canaria, Lanzarote y Fuerteventura                                 |
| 7º    | Primera Interinsular-Tenerife 1 Grupo de Tenerife y La Gomera 1 Grupo de Tenerife y El Hierro          | Primera Interinsular-Tenerife 1 Grupo de Tenerife y La Gomera 1 Grupo de Tenerife y El Hierro          | Primera Regional Aficionado-Gran Canaria Primera Regional Aficionado-Fuerteventura Primera Regional Aficionado-Lanzarote | Primera Regional Aficionado-Gran Canaria Primera Regional Aficionado-Fuerteventura Primera Regional Aficionado-Lanzarote | Primera Regional Aficionado-Gran Canaria Primera Regional Aficionado-Fuerteventura Primera Regional Aficionado-Lanzarote |
| 8º    | Segunda Interinsular-Tenerife 1 Grupo de Tenerife 1 Grupo de Tenerife y La Gomera 1 Grupo de El Hierro | Segunda Interinsular-Tenerife 1 Grupo de Tenerife 1 Grupo de Tenerife y La Gomera 1 Grupo de El Hierro | Segunda Regional Aficionado-Gran Canaria                                                                                 | Segunda Regional Aficionado-Gran Canaria                                                                                 | Segunda Regional Aficionado-Gran Canaria                                                                                 |